# Samum (król Larsy)

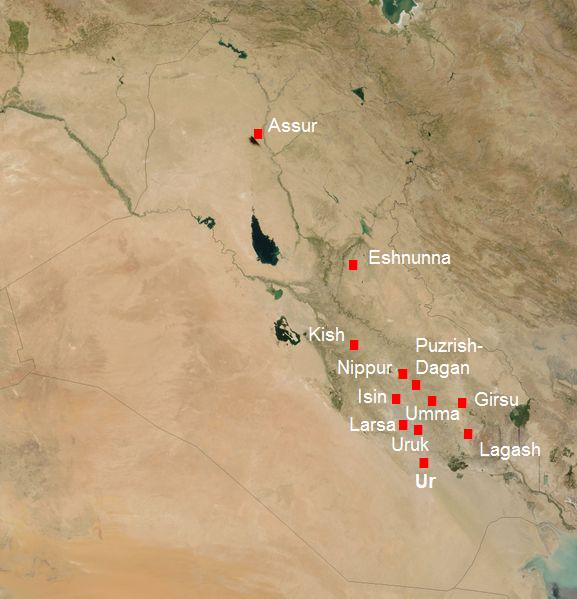
Mapa południowej Mezopotamii w II tys. p.n.e. z zaznaczonym miastem Larsa.

Samum (1976–1941 p.n.e. – chronologia średnia) – jeden ze słabo znanych królów Larsy, następca Emisuma.